# 秦时明月 (动画)
《秦时明月》是一部于2007年首映的中国大陆首部三维武侠动画，由杭州玄机科技信息技术有限公司制作，改编自台湾实业家、武侠小说家温世仁的同名系列小说，对原著剧情有较大改动。动画又衍生出改编漫画、一部完全由新剧情构成的原创三维动画电影、相关游戏、一部真人电视剧、对应动画剧情的小说、動畫姊妹篇《天行九歌》等。2021年11月25日，《新秦时明月》上线。

## 概要
《秦时明月》是关于荆轲之子荆天明与秦国第一剑客盖聂的历险故事。電視動畫第一部在2007年春节播出后即获得广大动画爱好者的支持。電視動畫计划原计划每年出品一部作为贺岁片播出，后因制作速度等原因一再拖延，现已无法实现此目标。该片由于故事情节上摆脱了以往中国动画“以动物作主角”、“只知说教”的刻板印象，以及曾为中国大陆第一部校园题材动画《我为歌狂》担任音乐方面事务的胡彦斌担任音乐监督，引起一部分动画爱好者及胡彦斌的粉丝的关注，现为中国人气最高的原创动画片之一。图像类型为全3D，人物方面采用了接近日本漫畫风格的3D建模2D渲染，在武打动作方面采用了先进的动态捕捉技术，前期动画制作较为粗糙，后期动画制作相较前几部有大幅改进，而其背景更是制作精美，为人称道。
一部份观众认为，该片主角造型与叙事风格与大宇資訊DOMO小組出品的《軒轅劍肆》很相似；而本片導演樂平也不否認，自稱是“向DOMO致敬”之作。

## 故事

### 百步飞剑
天下第一剑客盖聂（刘钦 配音），带着已故挚友的儿子荆天明（冯骏骅 配音），一路颠沛流离，只为了躲避秦王的追杀。在以一人之力击退了秦王派出的三百骑兵之后，荆天明在盖聂的身上看到了真正的侠肝义胆。此事传到宫墙之内，秦王大怒，命令宰相李斯（游军 配音）一定要将他们两人除之而后快，于是，李斯找到了盖聂曾经的同门师兄手下败将卫庄（吴磊 配音），想借他之手，完成自己的使命。 卫庄派出了手下四大天魔王一路袭击盖聂，而盖聂和荆天明则获得了少羽（沈达威 配音）、高月（黄怡晴 配音）和墨家众人的鼎力相助，屡屡死里逃生。最终，卫庄将盖聂一行人逼至绝境，只为了能够再同他比试一场。

### 夜尽天明
2008年7月17日首播，原定5月首播，由于汶川大地震导致节目编排延后。同期發行DVD。共18集。
講述天明一行人進入墨家的堡壘──機關城后，機關城被衛庄一行攻陷的故事。一方面，主角三人通过智慧与勇气的重重考验。另一方面卫庄等人挟持端木蓉逼迫墨家就范。情勢的惡化，為第三部《諸子百家》揭開序幕。

### 诸子百家
2009年5月在迅雷看看网站上放出样片，2009年11月底制作完成并送交审查，年末审查通过。原本预计共26集，后先后增加至30集和34集。同期分批上市DVD。2010年6月10日首播。

### 萬里長城
从这一季开始，本系列的制作制式由4：3普屏转变为16：9宽屏。
本季制作了38集，后来官方依据剪辑的不同，分为两个版本：原版（38集）和剪辑版（37集），剪辑版係总导演沈乐平把原版的后11集平均每集剪掉2分钟而成。
2012年9月30日，剪辑版在土豆网、优酷网首播。
DVD于2013年年初发售，但并未像前三季的DVD一样进行大范围商业化发行，而仅在玄机科技的官方网络商店上限量发行了数千套DVD（官方称“高清典藏版DVD”）。DVD内含37集剪辑版，同时附带了4分11秒的花絮。
于2013年9月23日在CCTV-1《第一动画乐园》栏目播出原版前20集，后18集待播。

### 君臨天下
2014年12月25日10：00于土豆网、优酷网首播。由月更（2014年12月25日开始）逐渐加快为半月更（2015年6月16日开始，每月月初及月中）、周更（2015年9月3日开始，每周四更新），更新时间基本为晚上19：00。（2016年2月暂停更新正片，故此集后延至3月3日19:00更新。2月4日19:00播出7分钟2016新春特别篇；2月11日19:00播出46分钟2016秦迷春晚联欢会。自3月3日起改为与姐妹篇《天行九歌》系列交替每周四19：00更新。）总集数为75集。在2017年底完結。

### 沧海横流
《沧海横流》於2018年年底發佈序章，結尾稱正片「2019年中歸來」。2020年10月8日起每周四10:00在优酷独播。

## 登场人物
- 荊天明：由於身世被秦王追殺，跟隨蓋聶學習劍術。對蓋聶敬仰，漸生父子之情。為人精靈古怪而又有些不知天高地厚，有很強的正義感，十分珍視同伴。迷離的身世牽動著整片大地的風雲變幻。
- 蓋聶：被稱為秦國最強的劍客，卻意外的從秦國叛逃，帶著故人之子荊天明亡命天崖。
- 項少羽：本名項籍，字羽，因年少故稱“少羽”，未來的西楚霸王項羽，楚国名将項燕之孫，天赋异禀，有千斤拔鼎之神力。智勇双全，少年霸王，年纪虽小，临阵决敌却已有大将之风，是天明的好朋友，同时也是竞争对手。
- 高月：天真無邪，溫柔婉約。來自己經被滅亡的燕國，是燕國公主，燕太子丹的女兒，和普通人一樣過著平常的生活，但言談舉止間卻有一股與生俱來的高貴氣質，她精通藥理，是端木蓉的得力幫手，和天明互相愛慕，她並沒有武功，但是在陰陽巫術方面有著非比尋常的天賦。後被月神帶入陰陽家，得知真名姬如，字千瀧。
- 石蘭：少羽的青梅竹馬，蜀山公主，真名小虞。於丁胖子的客棧中打雜的小伙計，外表柔弱，但深藏不露，輕功了得，真實身份是蜀山的虞淵護衛之一，有一雙冰冷的眼眸，內心有很強的正義感和民族信仰。與少羽互相喜歡。之後與天明、少羽在蜃樓上展開新的冒險。

## 衍生作品

### 动画

#### 姐妹篇天行九歌
先行篇《空山鸟语》共三集。第一集于2014年5月1日在杭州动漫节播放抢鲜版，5月9日在土豆网发布正式版。第二、三集分别于2014年6月8日、7月8日发布。现已完结。
正片于2016年3月10日起播出，与《秦时明月之君临天下》交替在每周四19：00更新。故事以韩国公子韩非建立的“流沙”组织为主视角，展开六国对抗秦国的众生百态，引领观众进入战国末年风起云涌、群雄并起、百家争鸣的大时代中。
是《秦时明月》的姊妹篇，于2016年3月10日首播。虽然与《秦时明月》有部分角色相同，但玄机科技称其是一个自成体系的独立故事，偏向于更高年龄层的观众。
《天行九歌》主要背景为战国时期尔虞我诈、纵横开阖的政治、经济、军事、外交斗争，主打权谋、史诗等卖点，“涉及到了悬疑推理、古装间谍战、金融财经战等高智商剧情”。

##### 主题曲
片头曲《月光》
演唱：胡彦斌 作词：林文炫 作曲：胡彦斌
先行篇第1集片尾曲《长殊途》
演唱：缦珠莎桦 作词：画境南歌 作曲、编曲、和声：天琊
先行篇第2、3集片尾曲《梦太晚》
演唱：董贞 作词：董贞、高静 作曲：董贞 编曲：刘沛

#### 页游特别篇罗生堂下
由玄机科技为畅游网页游戏《秦时明月WEB》倾力打造的宣传短片。（不属于天行九歌系列）

#### 手游特别篇帝子降兮
由玄机科技为触控手游《秦时明月 Mobile》倾力打造的宣传短片。（不属于天行九歌系列）

### 漫画
第1-3部：台灣男漫画家孫家裕改编於动画所創作出來的長篇武俠漫畫。剧情与动画无异。
第5部：中国大陸女漫画家Chry改编於动画所創作出來的武俠漫畫。剧情在动画的基础上有改动，但方向不变。

### 电影
第一部：《秦时明月3D电影龙腾万里》（2014年8月8日）第二、三部制作中。

### 电视剧
《秦时明月 (电视剧)》

### 动画改编小说
《秦时明月姐妹篇天行九歌》第一部《空山鸟语》，2015年4月起上市。

## 外部連結
- 秦时明月的新浪微博